# Irina Baraksánova
Irina Baraksánova (4 de julio de 1969, Taskent, Uzbekistán) es una gimnasta artística uzbeka.

## Biografía
Comenzó la gimnasia a los 7 años, y rápidamente se encontró en su camino hacia el centro nacional de capacitación fuera de Moscú. Uno de sus internacionales primera fue en España, el Memorial Blume 1983, donde terminó en segundo lugar all-around.
El año siguiente fue glorioso para Irina, ganando los europeos 1984 Júnior y obteniendo medallas en una serie de partidos internacionales de prestigio (por ejemplo, 1984 Chunichi - 3 AA, 1984 Moscow News - 2 AA). Brillaba el talento de Irina más brillantes en el ejercicio de suelo, donde fue capaz de combinar poderosos caer con exquisita interpretación y la danza a piezas clásicas. "Es una sensación maravillosa cuando escucho la música y saber que el público sigue con atención lo que hago" Ira dijo a la revista Mundo de gimnasia. 
Un año olímpico, los Juegos Olímpicos de Los Ángeles 1984 debería haber sido acontecimiento central en la gimnasia, sin embargo, los soviéticos boicotearon los Juegos y Baraksánova y sus compañeros de equipo en lugar encontraron compitiendo en Olomouc, República Checa en los "Juegos alternativos". Como era de esperar, las mujeres soviéticas dominaron; Ira trajo a casa una medalla de oro del equipo.
En 1985, Irina terminó cuarto en la general después de la competición por equipos, detrás de sus compañeros de equipo Natalia Yurchenko, Olga Mostepanova y la rumana Ekaterina Szabo. Un máximo de tres por país puede avanzar a la final de all-around, e Irina ganado ese lugar Soviética tercero. Los entrenadores Soviética tenía otros planes, sin embargo, y lo sustituyó por Elena Shushunova y Oksana Omelianchik - ambos de los cuales pasó a empate por el primer lugar en la AA - para el "lesionado" Mostepanova y Baraksánova. 
Ira se agotó después de 1985. Ella viajó a los EE. UU. para la Copa América 1986, pero no estaba a la par. Terminó tercero. Regresó en el caso de parejas Mixta Internacional embargo, teniendo en oro con el socio Alexei Tikhonkhih. Ella perdió a uno de los más grandes eventos de ese año, los Juegos de Buena Voluntad de 1986, siendo relegado a la posición del equipo de suplentes.
Según el Homenaje a los 80 sitios Web, que compitió en las Estrellas 1987 de Moscú, pero fue una sombra de sí misma. Se retiró poco después.
Hoy Irina trabaja como maestra de jardín de infancia en Moscú. Ella tiene un hijo con su primer marido, y un par de gemelos con su segundo marido.